# Johan Anker Johansen
Johan Anker Johansen (-Iversen) (Fredrikstad, 1894. március 18. – Oslo, 1986. december 14.) olimpiai ezüstérmes norvég tornász.
Ez első világháború után az 1920. évi nyári olimpiai játékokon, mint tornász versenyzett és szabadon választott gyakorlatokkal, csapat összetettben ezüstérmes lett.
Klubcsapata a Fredrikstad Turnforening volt.